# Recovery (에미넴의 음반)
Recovery는 힙합 가수인 에미넴이 2010년 6월 22일에 발매한 정규 7집이다. CD 1장으로 구성되어 있으며, 닥터 드레, 에미넴, DJ 칼릴 등이 프로듀싱했다. 피쳐링 진으로는 코비, 핑크, 릴 웨인, 리한나가 피쳐링에 참여했다. 타이틀 곡은 "Not Afraid", "Love The Way You Lie"이다. 이 음반이 나오기 이전에 "Not Afraid"를 2010년 5월 13일 싱글로 발표하였는데 발표와 동시에 빌보드 핫 100차트 1위에 올랐다. 연이어 2010년 6월 5일자 영국 싱글차트에 "Not Afraid"가 5위로 데뷔했다. 하지만 앨범 발매일을 2주 앞두고 6월 8일에 유출 당하게 된다. 앨범은 발매하자마자 빌보드 200에서 1위를 거두었고, 일주일 만에 74만장 넘게 판매되었다. 팝 싱어 리한나가 참여한 두 번째 싱글인 "Love the Way You Lie"는 빌보드 핫 100에서 2위, 전 세계차트에서 10위권 진입에 성공했다. 싱글은 아니지만 수록곡들인 "Won't Back Down", "No Love", "25 To Life" 도 빌보드 차트 100위권 진입에 성공했다. 또한 "Love the Way You Lie"는 리한나의 다섯 번째 정규음반인 Loud에서 "Love the Way You Lie Pt. 2"로 재탄생될 만큼 인기를 누렸다.

## 평가
리드머의 힙합 전문 필자인 예동현은 '에미넴 고유의 스타일에서 크게 궤적을 달리하지는 않으면서 적절한 변화와 변주를 통해 다채로움을 가미한 이상적인 변화', '그 특징이 가장 잘 드러난 트랙이라면 역시 첫 번째 싱글인 "Not Afraid", 본작 Recovery의 과제는 자신의 전설적인 능력에 대한 증명과 동시에 변화에 기민하게 대처하는 감각에 대한 도전이었다. 그리고 에미넴은 마치 배우처럼 이 챕터의 마무리를 장식했다. 도전자이자 챔피언인 그는 이번에도 승리를 쟁취했다.'라고 평가했다.

## 수상
2011년 제53회 그래미 어워드 최우수 랩 앨범상/베스트 랩 솔로 상

## 수록곡
| #             | 제목                                     | 작곡                   | 재생 시간 |
| ------------- | ---------------------------------------- | ---------------------- | --------- |
| 1.            | 〈Cold Wind Blows〉                      | Just Blaze             | 5:03      |
| 2.            | 〈Talkin' 2 Myself〉 (feat. Kobe)        | DJ Khalil              | 5:00      |
| 3.            | 〈On Fire〉                              | Mr. Porter             | 3:33      |
| 4.            | 〈Won' Back Down〉 (feat. P!nk)          | DJ Khalil              | 4:25      |
| 5.            | 〈W.T.P.〉                               | Supa Dups, JG, Eminem  | 3:58      |
| 6.            | 〈Going Through Changes〉                | Emile Haynie           | 4:58      |
| 7.            | 〈Not Afraid〉                           | Boi1Da, Eminem         | 4:08      |
| 8.            | 〈Seduction〉                            | Boi1Da                 | 4:35      |
| 9.            | 〈No Love〉 (feat. Lil Wayne)            | Just Blaze             | 4:59      |
| 10.           | 〈Space Bound〉                          | Jim Josin              | 4:38      |
| 11.           | 〈Cinderella Man〉                       | Script Shephard        | 4:38      |
| 12.           | 〈25 To Life〉                           | DJ Khalil              | 4:01      |
| 13.           | 〈So Bad〉                               | Dr. Dre, Nick Brongers | 5:25      |
| 14.           | 〈Almost Famous〉                        | DJ Khalil              | 4:52      |
| 15.           | 〈Love the Way You Lie〉 (feat. Rihanna) | Alex Da Kid            | 4:23      |
| 16.           | 〈You're Never Over〉                    | Just Blaze             | 5:05      |
| 17.           | 〈Untitled〉                             | Havoc, Magnedo7        | 3:14      |
| 총 재생 시간: | 총 재생 시간:                            | 총 재생 시간:          | 77:06     |

## 인증
| 국가                                                                                         | 인증        | 판매량/출하량 |
| -------------------------------------------------------------------------------------------- | ----------- | ------------- |
| 오스트레일리아 (ARIA)                                                                        | 4× 플래티넘 | 280,000^      |
| 오스트리아 (IFPI 오스트리아)                                                                 | 플래티넘    | 20,000*       |
| 벨기에 (BEA)                                                                                 | 골드        | 15,000*       |
| 캐나다 (뮤직 캐나다)                                                                         | 7× 플래티넘 | 613,000       |
| 덴마크 (IFPI Danmark)                                                                        | 2× 플래티넘 | 40,000        |
| 프랑스 (SNEP)                                                                                | 플래티넘    | 100,000*      |
| 독일 (BVMI)                                                                                  | 3× 골드     | 300,000       |
| 아일랜드 (IRMA)                                                                              | 3× 플래티넘 | 45,000^       |
| 이탈리아 (FIMI)                                                                              | 플래티넘    | 50,000*       |
| 일본 (RIAJ)                                                                                  | 골드        | 100,000^      |
| 뉴질랜드 (RMNZ)                                                                              | 플래티넘    | 15,000^       |
| 폴란드 (ZPAV)                                                                                | 2× 플래티넘 | 0             |
| 러시아 (NFPF)                                                                                | 플래티넘    | 10,000*       |
| 싱가포르 (RIAS)                                                                              | 골드        | 5,000*        |
| South Africa (RISA)                                                                          | 플래티넘    | 50,000^       |
| 스웨덴 (GLF)                                                                                 | 2× 플래티넘 | 80,000        |
| 스위스 (IFPI 스위스)                                                                         | 플래티넘    | 30,000^       |
| 영국 (BPI)                                                                                   | 3× 플래티넘 | 1,030,000     |
| 미국 (RIAA)                                                                                  | 3× 플래티넘 | 4,900,000     |
| 요약                                                                                         |             |               |
| 유럽 (IFPI)                                                                                  | 플래티넘    | 1,000,000*    |
| GCC (IFPI 중동)                                                                              | 골드        | 3,000*        |
| *판매량을 기반으로 한 인증 · ^출하량을 기반으로 한 인증 · 판매량+스트리밍을 기반으로 한 인증 |             |               |